# 準系統電腦
準系統電腦（barebone computer），又稱「骰仔機」，指的是已組裝一半的個人電腦，具有機殼、電源供應器、主機板、散熱系統。使用者可依照自身需求以及預算而自行決定所需的CPU、RAM、SSD等以購買及安裝。對於使用者和廠商而言，是具有彈性的電腦銷售和選購方式。